# Vicent Salvador i Liern
Vicent Salvador i Liern (Paterna, 1 de enero de 1951 – Valencia, 24 de enero de 2023) fue un poeta, ensayista y filólogo español, que escribió toda su obra en valenciano.
Fue catedrático de filología catalana y profesor emérito en la Universidad Jaume I y miembro de la junta directiva del Instituto Interuniversitario de Filología Valenciana. Era miembro de la Associació d'Escriptors en Llengua Catalana (AELC) y de la Associació Internacional de Llengua i Literatura Catalanes y había colaborado en la revista L'Espill, de la que fue director adjunto. 
Estaba con Joan Fuster y con Jaume Pérez Montaner en la casa del primero en Sueca cuando estallaron dos bombas el 11 de septiembre de 1981, salvando la vida los tres de milagro. Era el segundo atentado que sufría Fuster en plena escalada de violencia «blavera» durante la que sería conocida como la Batalla de Valencia.

## Obras
Entre sus temas de investigación preferentes de la lengua y literatura catalanas están las obras de Joan Fuster i Vicent Andrés Estellés sobre todo, pero también de Pere Calders, Salvador Espriu, Manuel Garcia i Grau, Josep M. Llompart, Maria Mercè Marçal, Miquel Martí i Pol, Carmelina Sánchez-Cutillas y Enric Valor.

### Poesía
- Argiles (1980)
- Ritual de cendra (1981)
- Calabruix (1985) (Premio Ausiàs March de Poesía, 1984)
- Mercat de la sal (1993) (Premio Octubre-Vicent Andrés Estellés de poesía, 1992)

### Estudios literarios
- Una aproximació a Vicent Andrés Estellés (1981; 1993). Conjuntamente con Jaume Pérez Montaner.
- El gest poètic: cap a una teoria del poema (1984)
- Invitació a la literatura catalana (1987). Conjuntamente con Vicent Escrivà Peiró.
- La frontera literària. (1988).
- Elements de lingüística per al discurs literari (1994). Conjuntamente con Dominique Maingueneau.
- Fuster o l'estratègia del centaure. Per a una anàlisi del discurs fusterià (1994).
- Poesia, ciutat oberta: incursions en el discurs poètic contemporani (2000).
- Els arxius del discurs. Episodis valencians d'història social de la llengua i la literatura (2001).
- L'ensenyament del discurs escrit (2008). Conjuntamente con Isabel Ríos.
- Figures i esbossos. Estudis sobre literatura valenciana contemporània (2013).